# Pedro Gilbert

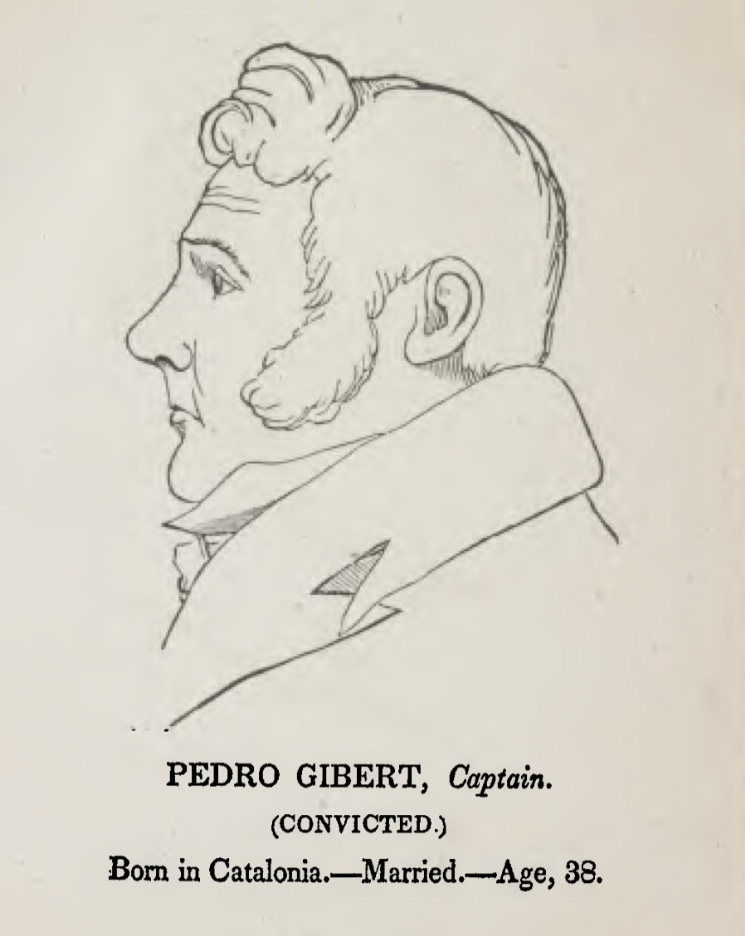
Semblanza del pirata español Pedro Gibert realizada durante su juicio.

Pedro Gilbert o Don Pedro Gibert (c. 1797 - 11 de junio de 1835) fue un corsario, pirata y traficante de esclavos catalán de principios del siglo XIX. Al momento de su ejecución era uno de los pocos piratas que quedaban y seguían atacando barcos en la costa atlántica.

## Biografía
Gilbert, un antiguo corsario al servicio del Virreinato de Nueva Granada, comenzó a atacar buques mercantes estadounidenses frente a la costa este de Florida con su goleta, el Panda, a principios de 1832. El 21 de septiembre de 1832, frente a la costa de la actual Stuart, en Florida.Gilbert persiguió y luego abordó el Mexican, bergantín estadounidense que iba de Salem a Río de Janeiro con 20.000 dólares en plata. Tras rendirse la tripulación, un subordinado de Gilbert preguntó qué hacer con los cautivos, a lo que el capitán pirata habría respondido: "Los gatos muertos no maúllan. Ya sabes qué hacer".
La tripulación de Gilbert encerró a los hombres del Mexican en el castillo de proa y saqueó el barco. Tras cortar aparejos y velas, los piratas echaron combustible en la galera o cocina del barco y le prendieron fuego con la gente atrapada dentro. Sin embargo, los hombres del Mexican lograron escapar una hora después y apagaron el fuego, aunque dejaron humo visible hasta que los piratas se perdieron de vista. Tras seis semanas en el mar, la tripulación del Mexican finalmente estuvo de regreso en Salem, donde informó del incidente. Gilbert fue capturado en África Occidental dos años más tarde cuando su barco fue hundido durante un enfrentamiento naval con el bergantín británico HMS Curlew, comandado por Henry Dundas Trotter. Extraditado a Estados Unidos, Gilbert fue juzgado en Boston, Massachusetts, junto con 11 de sus tripulantes.Todos se declararon inocentes, aunque uno de ellos, Manuel Delgado, se suicidó en la cárcel. A siete de los acusados, incluido Gilbert, se los declaró culpables y recibieron la pena de muerte. Cinco de ellos (Pedro Gilbert, Maneul Boyga, Manuel Castillo, Ángel García y Juan Montenegro) fueron ejecutados el 11 de junio de 1835. Otro, Francisco Ruiz, fue ahorcado el 18 de septiembre de 1835, tras recibir inicialmente una suspensión de la ejecución.El convicto restante, Bernardo de Soto, primer oficial y propietario del Panda, fue indultado por el presidente Andrew Jackson el 6 de julio de 1835. Se había producido una presión pública por perdonarle la vida pues De Soto había ayudado a salvar a los pasajeros estadounidenses de un barco hundido varios años atrás.
Gilbert también fue traficante de esclavos y realizó varios viajes a África en busca de ellos.
Un banco de arena frente a Stuart, que los piratas solían utilizar para atraer a barcos desprevenidos, está marcado en las cartas náuticas como "Gilbert's Bar".

## Lectura complementaria
- Gilbert, Pedro. A Report of the Trial of Pedro Gilbert. Boston: Russell, Oridorne and Metcalf, 1834.
- Gilbert, Pedro. Trial of the Twelve Spanish Pirates of the Schooner Panda, A Guinea Slaver... For Robbery and Piracy, Committed on Boards the Brig Mexican, 20 Sept. 1832. Boston: Lemuel Gulliver, 1834.